# Paszigráfia
Paszigráfiának nevezi az interlingvisztika az egyetemes írásrendszereket.
E rendszerek a legkülönfélébb jeleken alapulhatnak: vannak betű- és számjegyes paszigráfiák, muzikgráfiák, piktográfiák, ideográfiák stb.
Néhány ismertebb rendszer:
- Johannes Trithemius (Jean Trithème): Polygraphie, 1518
- Johann Joachim Becher: Character, 1661
- Athanasius Kircher: Polygraphia, 1663
- Christian Heinrich Wolke: Pasigraphie, 1797
- Anton Bachmaier: német–angol–francia paszigráfiai szótár, 1868
- Karl Obermeier: Pasigraphie, 1955
- André Eckhardt: Safo, 1962
- Jean Effel: écriture universelle, 1968